# Oh-darling
『oh-darling』（オー ダーリン）は、日本の女性歌手、観月ありさがモデルのKAYATOと結成した“convertible”名義でリリースしたシングル。
品番：AVDT-20033

## 解説
- 『PROMISE to PROMISE』以来の小室哲哉によるプロデュース。
- 「1998年の残り少ない20世紀のおさらい」をテーマにし、1980年代のカラッとした明るい音を意識しながらも敬意を表して作った。小室は「打ち込みだけでこんなに自然で、センチメンタルなビートが作れるなんて…」と自分でも驚いたと回想している[1]。
- 自身が主演したフジテレビ系ドラマ『ボーイハント』主題歌。
- 10万枚越えシングルとなる。
- アナログ盤でのみ「Oh Darling (D.F.M Mix)」「Oh Darling (Instrumental)[注釈 1]」「Oh Darling (Intensive Remix)」が収録されている。

## 収録曲
1. oh-darling（SINGLE MIX）
作詞：MARC&TK　作曲・編曲：TETSUYA KOMURO
2. oh-darling（HARD TOP REMIX）
3. oh-darling（INSTRUMENTAL）

## 収録アルバム
- innocence
- HISTORY～ALISA MIZUKI COMPLETE SINGLE COLLECTION～
- VINGT-CINQ ANS